# El Temascal
El Temascal är en ort i Mexiko.   Den ligger i kommunen San Miguel Peras och delstaten Oaxaca, i den sydöstra delen av landet, 400 km sydost om huvudstaden Mexico City. El Temascal ligger 2 286 meter över havet och antalet invånare är 419.
Terrängen runt El Temascal är huvudsakligen kuperad, men söderut är den bergig. Runt El Temascal är det ganska tätbefolkat, med 56 invånare per kvadratkilometer. Närmaste större samhälle är San Miguel Peras, 4,7 km väster om El Temascal. I omgivningarna runt El Temascal växer i huvudsak blandskog.